# Crécy-sur-Serre
Crécy-sur-Serre je naselje in občina v severnem francoskem departmaju Aisne regije Pikardije. Leta 1999 je naselje imelo 1.550 prebivalcev.

## Geografija
Kraj se nahaja v pokrajini Laonnois ob reki Serre, severno od Laona.

## Administracija
Crécy-sur-Serre je sedež istoimenskega kantona, v katerega so poleg njegove vključene še občine Assis-sur-Serre, Barenton-Bugny, Barenton-Cel, Barenton-sur-Serre, Bois-lès-Pargny, Chalandry, Chéry-lès-Pouilly, Couvron-et-Aumencourt, Dercy, Mesbrecourt-Richecourt, Montigny-sur-Crécy, Mortiers, Nouvion-et-Catillon, Nouvion-le-Comte, Pargny-les-Bois, Pouilly-sur-Serre, Remies in Verneuil-sur-Serre s 7.757 prebivalci.
Kanton je sestavni del okrožja Laon.